# Евгенов, Николай Иванович
Николай Иванович Евгенов (1888—1964) — известный русский, советский гидрограф и океанолог, исследователь Арктики, морской офицер, участник Первой мировой войны, доктор географических наук, профессор, узник ГУЛАГа. Ряд географических пунктов на карте страны продолжали носить имя Евгенова, даже когда он был в заключении.
Директор Архангельской гидрометеорологической обсерватории. Зав. кафедрой океанологии Ленинградского гидрометеорологического института. Старший научный сотрудник Ленинградского отделения Государственного океанографического института. Почётный член Географического общества СССР.

## Детство и юность
Родился 15 августа 1888 года в селе Собачьи Горы (по другим сведениям Собачьи Горбы) Новгородской губернии. Его отец, Иван Михайлович (1848—19.02.1904), был преподавателем гуманитарных предметов в гимназии. Вскоре семья переехала в Нарву, где в 1895 году отец стал директором Нарвской мужской гимназии. В 1897 году Николай Евгенов поступил в Нарвскую гимназию и в 1902 году окончил её. Отец мечтал, чтобы сын пошёл по его стопам и поступил на исторический факультет Петербургского университета. Но, преодолев сопротивление родителей, Николай Евгенов в том же 1902 году поступил в Петербургский Морской кадетский корпус. Прекрасно сдав вступительные экзамены, он из-за близорукости с трудом прошёл медицинскую комиссию.
В 1908 году закончил Морской кадетский корпус и в мае этого года произведён в корабельные гардемарины. Ещё до окончания корпуса, в 1907 году совершил своё первое заграничное плавание на крейсере «Аврора».
В 1908 году на линкоре «Слава» в составе группы кораблей посетил многие европейские порты. На Сицилии в конце декабря русские моряки участвовали в спасении пострадавших от разрушительного Мессинского землетрясения, за что в числе группы моряков в 1911 году он получил памятную серебряную медаль (флагманским врачом на «Славе» служил известный путешественник и зоолог А. А. Бунге).
В 1909 году был произведён в мичманы.

## Первые исследования Арктики
В 1910 году, получив первый офицерский чин, на паровой шхуне «Бакан», занимавшейся охраной русских территориальных вод в Баренцевом море, Евгенов впервые попал в Арктику, где провёл свои первые гидрографические исследования в Баренцевом и Карском морях. На Новой Земле познакомился с Г. Я. Седовым, производившим там гидрографическую съемку, и Н. В. Пинегиным.
В 1911 году окончил офицерский штурманский класс. В 1912 году был произведён в лейтенанты и отправился в первое самостоятельное плавания на судне «Анадырь» в Англию. Под впечатлением от первых арктических исследований в 1913 году он принял предложение войти в состав гидрографической экспедиции Северного Ледовитого океана вместо заболевшего офицера.
В 1913—1915 гг. Н. И. Евгенов — вахтенный начальник ледокольного парохода (л/п) «Вайгач», старший штурман ледокольного парохода «Таймыр». Ранним утром 3 сентября 1913 г. лейтенант Евгенов, сдававший свою вахту, и лейтенант К. К. Неупокоев, принимавший вахту, первыми на л/п «Вайгач» увидели очертания Северной Земли. Во время зимовки 1914—1915 гг. Евгенов вёл метеорологические наблюдения, изучал испарение льда и воды в природных условиях, рефракцию, полярные сияния, приливно-отливные явления. По его чертежам механики «Таймыра» изготовили «подводный флюгер» для измерения подлёдных течений и оборудовали ледовый футшток для наблюдений за колебаниями уровня моря. Им было проведено тщательное определение вековой марки, установленной на Северо-Западном Таймыре. Кроме проведения научных наблюдений на судне, Евгенов в апреле возглавил группу, организовавшую продовольственное депо для готовящегося перехода части экипажа в устье Енисея, и выполнил съёмку побережья полуострова Оскара, в июне вместе с лейтенантом А. М. Лавровым и четырьмя матросами провёл опись берегов залив Гафнер-Фиорд.
В 1915 году участвовал в предварительной обработке материалов экспедиции Северного Ледовитого океана и составлении карты «Земли Николая II» и был награждён орденом Святого Владимира 4-й степени за научные работы в экспедиции.

## Первая мировая война
В 1915 году после завершения экспедиции Евгенов служил старшим офицером на эсминце «Орфей». Принимает участие в боевых действиях. В 1916 г., уже в военное время, избран членом Русского географического общества. Участвует в строительстве батареи на мысе Церель. В апреле 1917 года его избрали депутатом в Союз морских офицеров Ревеля. В октябре 1917 года он принимал участие в Моонзундском сражении на эсминце «Капитан Изылметьев». За участие в боевых действиях он был награждён тремя орденами.

## Гражданская война
После демобилизации в феврале 1918 года Евгенов со своим товарищем по гидрографической экспедиции Северного Ледовитого океана А. Г. Никольским уехал на Дальний Восток. Они решили переждать наступающее смутное время вдали от столицы. Из Владивостока друзья сумели перебраться в США, где в русском консульстве получили предложение заняться разбором архива бывшего Морского министерства. В первой половине 1919 года Евгенов был отозван колчаковским правительством и назначен исполняющим дела начальника геодезического отделения гидрографического отдела (Комитета Северного морского пути) Морского министерства при правительстве А. В. Колчака в Омске. В конце 1919 года Евгенова арестовали в Иркутске, но за отсутствием состава преступления в феврале 1920 года освободили по постановлению Иркутского ревкома.

## Арктические экспедиции в советское время
С 1920 по 1921 (1922) гг. Евгенов участвовал в Первой советской арктической экспедиции по гидрографическому описанию устьев рек Лены и Оленёка сначала в качестве заместителя, а после болезни и ухода Ф. А. Матисена — начальника. Главным итогом этой экспедиции, ведущие роли в которой, кроме Евгенова, играли такие высококлассные гидрографы, как П. К. Хмызников, И. П. Исполатов, Ю. Д. Чирихин, явился атлас дельты Лены с бухтой Тикси и атлас Лены ниже Якутска.
В 1923 Н. И. Евгенов женится на Наталии Николаевне Усовой.
В 1923—1924 гг. Евгенов работает начальником гидрографической партии, начальником гидрографического отряда и командиром гидрографического судна «Азимут», принимает участие в строительстве первой Арктической обсерватории «Маточкин Шар». В 1924 году на судне «Азимут» Евгенов проводил гидрографические работы у западного побережья Новой Земли, участвовал в первом советском разведывательном полёте в Арктике с летчиком Б. Г. Чухновским. В этом же году за свои научные заслуги он был награждён малой золотой медалью РГО.
C 1924 Н. И. Евгенов — член Полярной комиссии АН СССР, вплоть до её ликвидации 1936 г.
В 1925—1926 гг. работает помощником председателя Комиссии по изучению Северного Ледовитого океана главного управления ВМС и начальником гидрографической части и ледовой разведки в Карской транспортной экспедиции.
С 1926 по 1931 г. Евгенов возглавляет морскую часть Карских товарообменных экспедиций, сыгравших важную роль в освоении Северного морского пути. Евгенов организовал на флагмане экспедиции синоптическое бюро и штаб ледовых операций. В 1928 г. издает, в соавторстве, Атласы низовьев рек Лены, Оленёка и бухты Тикси. В 1930 публикует «Лоцию Карского моря и Новой Земли», итог его научной деятельности в западном секторе Арктики. Эта работа получила высокую оценку у специалистов. К. М. Дерюгин считал её «не только первой лоцией этого района, но и первой лоцией научного характера, не сравнимой с лоциями типа простых мореходных пособий».
С 1928 по 1933 г. работает помощником начальника Картографического сектора Гидрографического управления ВМФ. В 1932 году правительством принимается решение о создании Северо-Восточной полярной экспедиции Наркомвода, которая должна была резко увеличить объём морских транспортных перевозок из Владивостока в восточный сектор Арктики. Для наилучшего использования опыта Карских экспедиций начальником новой экспедиции был назначен Евгенов. В 1932 он — начальник Особой Северо-Восточной экспедиции Наркомвода, в 1932 −1933 гг. возглавил караван судов, перевозивший грузы из Владивостока на Колыму, зимовал в Чаунской губе Восточно-Сибирского моря.
В 1931—1937 гг. научный сотрудник Государственного гидрологического института, руководит морским отделом и кадастром.
После успешного беззимовочного рейса л/п «А. Сибиряков» вдоль арктических берегов России был создан ГУСМП, в задачу которого входила организация коммерческой эксплуатации этой трассы. Решение этой задачи было невозможно без создания надежного гидрографического обеспечения. Опытнейший арктический гидрограф Евгенов в 1933 году стал заместителем начальника гидрографического управления ГУСМП и занимал эту должность до 1938 года, совмещая административную работу с активной экспедиционной деятельностью.
С 1933 по 1938 г. Евгенов работает в Гидрографическом управлении ГУСМП заместителем начальника по науке.
В 1934 году он — заместитель начальника по научной части экспедиции на ледоколе «Красин», снявшем с о. Врангеля А. И. Минеева и забравшем продукты пятилетнего промысла — шкуры более двух тысяч песцов и шестисот медведей. Экспедиция провела масштабные гидрологические работы в проливе Лонга, подготовила лоции о. Врангеля и острова Геральд, провела наземную съемку о. Геральд, выполнила на нём геологические работы, внесла важный вклад в изучение Чукотского моря и прилегающей части акватории Восточно-Сибирского моря.
В 1935 году Евгенов участвует в качестве гидрографа в Первой высокоширотной экспедиции, а в 1937—1938 гг. руководит гидрографической частью Третьей Высокоширотной экспедиции на ледокольном пароходе «Садко» в период его дрейфа вместе с л/п «Г. Седов» и «Малыгин». Зимой 1937—1938 г. Евгенов — заместитель начальника экспедиции во время зимовки в море Лаптевых. В общей сложности им совершено в Заполярье более двадцати морских походов. Он в совершенстве знал трассу Северного морского пути и считался ведущим полярным лоцманом. По его инициативе впервые в практике арктического мореплавания была осуществлена судовая и воздушная ледовая разведка.
В 1937 г. Н. И. Евгенову присуждена степень доктора географических наук.

## Период репрессий

### Арест и следствие
В ночь на 27 мая 1938 г. по приезде домой в Ленинград Н. И. Евгенов арестован. В квартире проведён обыск. Одновременно с ним арестованы начальник Гидрографического управления ГУСМП П. В. Орловский, начальник сектора ГУ П. К. Хмызников, начальник сектора ГУ Е. С. Гернет, Ю. К. Петров и др., всего в управлении было арестовано 13 человек. Арестованные были помещены в дом предварительного заключения (ДПЗ) на Шпалерной улице. Сменяются несколько следователей, из которых самым «корректным» был Артамонов, а главным истязателем — латыш Стамур.
В сентябре 1938 г. Евгенов переведён в тюрьму «Кресты». 23 сентября объявлено об окончании следствия, предъявлено обвинение по ряду пунктов ст. 58. В конце 1938 — начале 1939 следствие возобновилось, и 11 февраля было закончено вторично.
14 июня 1939 г. на заседании выездной сессии Военного трибунала Ленинградского военного округа все подсудимые — П. В. Орловский, Н. И. Евгенов, П. К. Хмызников, Ю. К. Петров и Е. С. Гернет заявили о лживости показаний, выбитых на следствии. Трибунал направил дело на доследование в Военную прокуратуру. В конце августа 1939 г. на допросе Евгенов отрицает вредительскую деятельность, что было запротоколировано.
В октябре 1939 г. в защиту арестованных полярников выступили известные учёные: профессора А. И. Толмачев и Г. Я. Вангенгейм, академики А. Н. Крылов и Ю. М. Шокальский.
В декабре 1939 г. Евгенову дают для ознакомления приговор Особого совещания при НКВД: 8 лет ИТЛ «за участие в антисоветской организации». Перевод в пересыльную тюрьму, где он получает свидание с женой и дочерью.

### Заключение в лагерях
С 24 января по март 1940 г. Евгенов следовал этапом в Тавдинский лагерный пункт VI Севураллага. По прибытии работал на лесозаготовках. После ранения руки переведён на другой участок того же лагеря (Мостовка).
27 марта 1940 г. пишет обращение Верховному Прокурору СССР.
В начале июня 1940 г. отправлен в Севжелдорлаг (СЖДЛ) Коми АССР. Прибытие в Княжпогост — центр строительства СЖДЛ. Работает метеорологом. (Начальник управления СЖДЛ Семён Иванович Шемена). С 8 ноября 1940 г. находится в лазарете совхоза «Миссью», затем возвращается в Княжпогост заведующим метеостанцией. В феврале 1941 г. переведен в сельхоз- и сан-городок Межог в 120 км на северо-запад от Княжпогоста.
С ноября 1941 по ноябрь 1944 г. командирован на Котласский Мостозавод на временную гидрологическую станцию старшим гидрометеорологом. Встреча с М. М. Ермолаевым. Солагерники В. И. Целиноткин, Б. И. Тимофеев, Г. Н. Рязанов, Н. А. Крутиковский, П. Д. Пономарев, И. А. Шанель.
В начале апреля 1942 г. жена с детьми эвакуирована из Ленинграда под Ярославль.

### Условно-досрочное освобождение
В начале октября 1943 г. получает условно-досрочное освобождение как отличник производства, с применением статьи 39 положения о паспортах (ограничение в месте жительства). Живёт в общежитии. Вступает в «союз рабочих строительства железных дорог и метрополитена». По совету М. М. Ермолаева пишет письма о возможности перевода на работу по специальности, например, в систему Гидрометслужбы.
В марте 1943 г. к Н. И. Евгенову приезжает жена с детьми. Дочь возвращается в Ярославль, где она учится в Педагогическом институте.
В ноябре 1944 г. переведён в Архангельск. По 1947 г. работает старшим инженером, затем директором Архангельской научно-исследовательской обсерватории и старшим научным сотрудником Архангельского стационара АН СССР.

## После войны
По окончании войны Евгенов в течение 1947—1951 гг. был профессором и заведующий кафедрой океанологии Ленинградского гидрометеорологического института, а с 1950 вплоть до 1961 года работал старшим научным сотрудником Ленинградского отделения Государственного океанографического института.
В 1953—1957 гг. Евгенов руководит разработкой общесоюзной и международной ледовых терминологий, составлением альбома ледовых образований на морях.
В 1958 г. получает полную реабилитацию.
С 1957 по 1962 г. занимается систематизацией и обработкой материалов Гидрографической экспедиции СЛО 1910—1915 гг. Первая мировая война, революция, гражданская война не позволили сделать это во время. Материалы экспедиции рассредоточились по всей стране, была реальной угроза их безвозвратной потери. Поиск материалов экспедиции Евгенов начал ещё в 1953 году; к 1957 году основная часть обнаруженных им материалов была собрана в Географическом обществе СССР, а в 1960 году они были подготовлены к изданию. Однако реализовать публикацию в резко сокращенном виде удалось лишь в 1985 году
Скончался 13 мая 1964 года, похоронен на Серафимовском кладбище. На мраморной стеле изображена карта Северной Земли, в правом нижнем углу которой силуэт корабля и дата открытия архипелага.

## Семья
Жена — Наталия Николаевна Усова. Их дети:
- Ирина (1924—2014), замужем за ?. У них дочь, Анна Аркадьевна Шварц, и сын, Алексей Аркадьевич Шварц — внуки Евгенова.
- Дмитрий (1929—1979), зоолог, участник правозащитного движения, погиб летом 1979 года в экспедиции ВНИИДиС в южной Туве во время селя.

## Награды
- Памятная серебряная медаль за оказание помощи пострадавшим от Мессинского землетрясения (1911).
- Орден Святого Владимира 4-й степени за научные работы в гидрографической экспедиции Северного Ледовитого океана (1915).
- Три ордена во время Первой мировой войны[2]
- Малая золотая медаль Географического общества за результаты гидрографических исследований рек Лена и Оленёк (1924).

## Географические пункты, названные в честь Н. И. Евгенова
- Мыс Евгенова (Вайгач) на острове Большевик архипелага Северная Земля (Карское море). Открыт и нанесён на карту Гидрографической экспедицией СЛО в 1913. Назван по фамилии участника экспедиции лейтенанта Н. И. Евгенова. В годы, когда Евгенов был в заключении, мыс носил название Вайгач в честь одного из судов экспедиции. Сейчас имеет двойное название.
- Бухта Евгенова в заливе Седова на восточном побережье Новой Земли (Карское море). Открыта и названа в сентябре 1925 года Советской научно-промысловой экспедицией ВСНХ на шхуне «Эльдинг» под руководством Р. Л. Самойловича.
- Мыс Евгенова (Антарктида). Открыт и нанесён на карту Советской Антарктической экспедицией в 1958 году[6].
- Пролив Евгенова, отделяющий о. Старокадомского от юго-восточной оконечности о. Большевик — мыса Евгенова. Назван гидрографами в 1970—1980-е годы.

## Сочинения
- Экспедиция к устьям рек Лены и Оленека, Л., 1929;
- Лоция Карского моря и Новой Земли, Л., 1930;
- Лоция Карского моря, ч. 2, Л., 1935;
- Морские течения, Л., 1954;
- Морские течения, 2 изд., Л., 1957;
- Гидрографическая экспедиция в Северном Ледовитом океане на судах «Таймыр» и «Вайгач» (1910‒1915), «Изв. Всесоюзного географического общества», 1957, т. 89, в. 1;
- Научные результаты полярной экспедиции на ледоколах «Таймыр» и «Вайгач» в 1910—1915 годах. 1985. Л.: Наука (совместно с В. Н. Купецким);
- Полярная экспедиция на ледоколах «Таймыр» и «Вайгач» в 1910—1915 годах. 2013. СПб: ГеоГраф (совместно с В. Н. Купецким).